# Hypochrysops rufinus
Hypochrysops rufinus är en fjärilsart som beskrevs av Grose-smith 1898. Hypochrysops rufinus ingår i släktet Hypochrysops och familjen juvelvingar. Inga underarter finns listade i Catalogue of Life.